# Liste der Monuments historiques in L’Épine (Marne)
Die Liste der Monuments historiques in L’Épine führt die Monuments historiques in der französischen Gemeinde L’Épine auf.

## Liste der Immobilien
| Bezeichnung         | Beschreibung                     | Standort                    | Kennzeichnung | Schutzstatus | Datum | Bild           |
| ------------------- | -------------------------------- | --------------------------- | ------------- | ------------ | ----- | -------------- |
| Basilika Notre-Dame | zwischen 1405 und 1527 errichtet | Avenue du Luxembourg (Lage) | PA00078702    | Classé       | 1840  | weitere Bilder |

## Liste der Objekte
| Bezeichnung                         | Beschreibung                                               | Standort                          | Kennzeichnung | Schutzstatus | Datum | Bild           |
| ----------------------------------- | ---------------------------------------------------------- | --------------------------------- | ------------- | ------------ | ----- | -------------- |
| Grablegungsgruppe                   | Stein, 16. Jahrhundert                                     | in der Basilika Notre-Dame (Lage) | PM51000392    | Classé       | 1908  | weitere Bilder |
| Triumphbogen                        | Holz, 16. Jahrhundert                                      | in der Basilika Notre-Dame (Lage) | PM51000394    | Classé       | 1929  |                |
| Skulptur Petrus                     | Stein, farbig gefasst, 16. Jahrhundert                     | in der Basilika Notre-Dame (Lage) | PM51000399    | Classé       | 1966  |                |
| Skulptur Thronende Madonna mit Kind | Stein, spätmittelalterlich                                 | in der Basilika Notre-Dame (Lage) | PM51000400    | Classé       | 1974  |                |
| Skulptur Heiliger Eligius           | Stein, farbig gefasst, 18. Jahrhundert                     | in der Basilika Notre-Dame (Lage) | PM51002022    | Inscrit      | 1974  |                |
| Skulptur Heiliger Jakobus           | Holz, farbig gefasst, 16. Jahrhundert                      | in der Basilika Notre-Dame (Lage) | PM51000391    | Classé       | 1908  |                |
| Skulptur Heilige Magdalena          | Stein, 16. Jahrhundert                                     | in der Basilika Notre-Dame (Lage) | PM51003743    | Inscrit      | 1974  |                |
| Skulptur Heiliger Nikolaus          | Stein, farbig gefasst, 16. oder 18. Jahrhundert            | in der Basilika Notre-Dame (Lage) | PM51002021    | Inscrit      | 1974  |                |
| Gemälde Mariä Himmelfahrt           | Ölfarbe auf Leinwand, vor 1828; Kopie nach Nicolas Poussin | in der Basilika Notre-Dame (Lage) | PM51002024    | Inscrit      | 1974  |                |
| Gemälde Heiliger Franz von Paola    | Ölfarbe auf Leinwand, 17. Jahrhundert                      | in der Basilika Notre-Dame (Lage) | PM51002023    | Inscrit      | 1974  |                |
| Kreuzigungsgruppe                   | Holz, farbig gefasst, Ende des 15. Jahrhunderts            | in der Basilika Notre-Dame (Lage) | PM51000393    | Classé       | 1929  | weitere Bilder |
| Bank                                | Holz, 18. Jahrhundert                                      | in der Basilika Notre-Dame (Lage) | PM51000395    | Classé       | 1974  |                |
| Orgel                               | Haupteintrag für PM51001260                                | in der Basilika Notre-Dame (Lage) | PM51001753    | Classé       | 1840  | weitere Bilder |
| Orgelempore und -prospekt           | 1547 gebaut                                                | in der Basilika Notre-Dame (Lage) | PM51001260    | Classé       | 1840  | weitere Bilder |
| Skulptur Stehende Madonna mit Kind  | Stein, farbig gefasst und vergoldet, 14. Jahrhundert       | in der Basilika Notre-Dame (Lage) | PM51001262    | Classé       | 1904  | weitere Bilder |
| Skulptur Erzengel Michael           | Keramik, farbig gefasst, 16. Jahrhundert (im Bild links)   | in der Basilika Notre-Dame (Lage) | PM51000397    | Classé       | 1974  |                |
| Skulptur Heilige Katharina          | Holz, 16. Jahrhundert                                      | in der Basilika Notre-Dame (Lage) | PM51002019    | Inscrit      | 1974  |                |
| Adlerpult                           | Holz, 18. Jahrhundert                                      | in der Basilika Notre-Dame (Lage) | PM51003742    | Inscrit      | 1974  |                |
| Skulptur Heilige Agatha             | Holz, farbig gefasst, 16. Jahrhundert                      | in der Basilika Notre-Dame (Lage) | PM51002020    | Inscrit      | 1974  |                |
| Lettner                             | Stein, 15. Jahrhundert                                     | in der Basilika Notre-Dame (Lage) | PM51000390    | Classé       | 1840  | weitere Bilder |
| Große Custode                       | Funktion unbekannt; Stein, 16. Jahrhundert                 | in der Basilika Notre-Dame (Lage) | PM51001261    | Classé       | 1840  |                |
| Skulptur Madonna mit Kind           | Keramik, farbig gefasst, 18. Jahrhundert                   | in der Basilika Notre-Dame (Lage) | PM51000396    | Classé       | 1974  |                |
| Ziborium                            | Silber, erste Hälfte des 17. Jahrhunderts                  | in der Basilika Notre-Dame (Lage) | PM51000398    | Classé       | 1974  |                |
| Kreuzreliquiar                      | Silber, vergoldet, Kupfer, 14. bis 17. Jahrhundert         | in der Basilika Notre-Dame (Lage) | PM51001501    | Classé       | 1961  |                |
| Vier Ältare                         | in den Kapellen des Umgangs; Stein, 1542                   | in der Basilika Notre-Dame (Lage) | PM51002025    | Inscrit      | 1974  |                |